# Katolička Crkva u Azerbajdžanu
Katolička Crkva u Azerbajdžanu je kršćanska vjerska zajednica u Azerbajdžanu u punom zajedništvu s papom, trenutno Franjom (stanje 17. listopada 2016.).

## Povijest
Kršćanstvo u Azerbajdžanu datira gotovo od apostolskih vremena ranog kršćanstva. Počeci katoličanstva u Albaniji sežu još od prije velike podjele. 
Rimokatolička Crkva u Azerbajdžanu djeluje od polovice srednjeg vijeka.

## Broj vjernika
Procjene koje navodi CIA za 2010. godinu govore o manje od 3% kršćana u Azerbajdžanu, a rimokatolika je još manje od 1%. Azerbajdžanska apostolska prefektura navodi za 2014. 540 katolika.

## Crkvena upravna organizacija
Azerbajdžanska apostolska prefektura , izravno podređena Svetoj Stolici. Do 2000. ovo je područje pokrivala Kavkaska apostolska administracija koja je te godine izdignuta na misiju u Bakuu "sui iuris". 2011. je ta misija izdignuta na razinu današnje azerbajdžanske apostolske prefekture.

## Vanjske poveznice
- (rus., aze., eng.) Katolička Crkva u Azerbajdžanu